# 福井市殿下幼小中学校
福井市殿下幼小中学校（ふくいし でんが よう・しょう・ちゅうがっこう）は、福井県福井市にある公立幼稚園・小学校・中学校の併設校。2024年10月現在、在籍児童数（小学生）は1名である。

## 沿革
- 1873年（明治6年）
  - 4月 - 武周西雲寺本堂に教場を開設。校下は武周・二ッ屋・風尾・尼ヶ谷・畠中・謡谷・国山・向山[注釈 1]。
  - 5月 - 別所の高田派道場に教場を開設。校下は白滝・天谷・別所・宿堂・別畑・水谷。
- 1874年（明治7年）5月 - 西雲寺の教場が、風尾に新築された校舎に移転。ただし国山・向山は分教場を設けて分離する。
- 1875年（明治8年）5月 - 風尾の教場が共麿小学校、別所の教場が共和小学校となる。
- 1876年（明治9年）4月 - 国山・向山の分教所を本校に統合。
- 1881年（明治14年）4月 - 尼ヶ谷分校を設置。
- 1886年（明治19年）4月 - それぞれ簡易科共麿小学校、簡易科共和小学校となる。
- 1887年（明治20年）4月 - 尼ヶ谷分校を本校に統合。
- 1892年（明治25年）4月 - それぞれ共麿尋常科小学校、共和尋常科小学校となる。
- 1897年（明治30年）5月 - 共和尋常科小学校が別所地区内で移転。
- 1900年（明治33年）11月 - 共麿尋常科小学校が畠中地区に移転。
- 1902年（明治35年）12月 - 共麿尋常科小学校が殿下第一尋常小学校、共和尋常科小学校が殿下第二尋常小学校となる。
- 1910年（明治43年）4月 - 殿下第一尋常小学校と殿下第二尋常小学校が合併し、殿下村立殿下尋常小学校となる。
- 1912年（明治45年）3月 - 高等科を併置し、殿下村立殿下尋常高等小学校となる。
- 1932年（昭和7年）5月 - 風尾地区に移転。
- 1941年（昭和16年）3月 - 福井県丹生郡殿下村国民小学校となる。
- 1947年（昭和22年）5月 - 新学制の施行により丹生郡殿下村殿下小学校となるとともに、殿下中学校を併置。
- 1951年（昭和26年）11月 - 中学校校舎完成。
- 1955年（昭和30年）4月 - 殿下幼稚園併置。
- 1956年（昭和31年）5月 - 中学校体育館完成。
- 1959年（昭和34年）6月 - 別所分校新築。
- 1963年（昭和38年）4月 - 所在地が福井市に編入されたため、福井市殿下幼小中学校となる。
- 1967年（昭和42年）1月 - 国山・千合・尼ヶ谷冬季分校廃止。
- 1969年（昭和44年）3月 - 別所分校廃止。
- 1971年（昭和46年）5月 - 小学校校舎完成。
- 1973年（昭和48年） - 開講100周年。
- 2017年（平成29年）4月 - 幼稚園休園。
- 2022年（令和4年）4月 - 同年の殿下小学校卒業者より殿下中学校のほか隣接3中学校への進学が選べるようになり（公立学校選択制）、一部が福井市清水中学校へ進学。
- 2024年（令和6年）3月 - 中学校が廃止となり清水中学校へ統合。
- 2025年（令和7年）6月 - 旧中学校校舎を改修し、近隣にあり建物が著しく老朽化していた福井市殿下公民館（館内の福井市殿下連絡所を含む）が転入。

## アクセス
- 福井駅から、京福バス 73・74系統（清水グリーンライン線）「清水プラント3」で以下の交通機関（いずれも予約制）へ乗換。
  - 殿下地域コミュニティバス「殿下かじかポッポー」（運行担当：光タクシー）で「殿下小中学校」下車。
  - 福井交通デマンドタクシー「ほやほや号茱崎ルート」で「風尾」下車。平日12時台のみ福井駅西口から約400 mの「駅前大通り」始発便あり。